# مايك ويلسون
مايك ويلسون (بالإنجليزية: Mike Wilson)‏ هو سياسي أمريكي، ولد في 4 ديسمبر 1951 في نيو ألباني في الولايات المتحدة. حزبياً، نشط في الحزب الجمهوري. وقد انتخب عضو مجلس ولاية كنتاكي (4 يناير 2011 – ).